# 胡玠
胡玠（？—1606年），字元玉，號北岳，直隸徽州府休寧縣人，明朝政治人物。

## 生平
初名胡之瑗，萬曆十六年（1588年）舉戊子科應天府鄉試。萬曆二十年（1592年），登壬辰科第三甲第五十三名進士，都察院觀政，六月授建安縣知縣，二十六年升南京刑部主事，二十八年升郎中，二十九年丁憂。三十一年補戶部郎中。因病歸。推江西贛州府知府，萬曆三十四年命下而卒。

## 家族
曾祖胡永高；祖父胡美；父胡鼎。